# Ampola de raios X

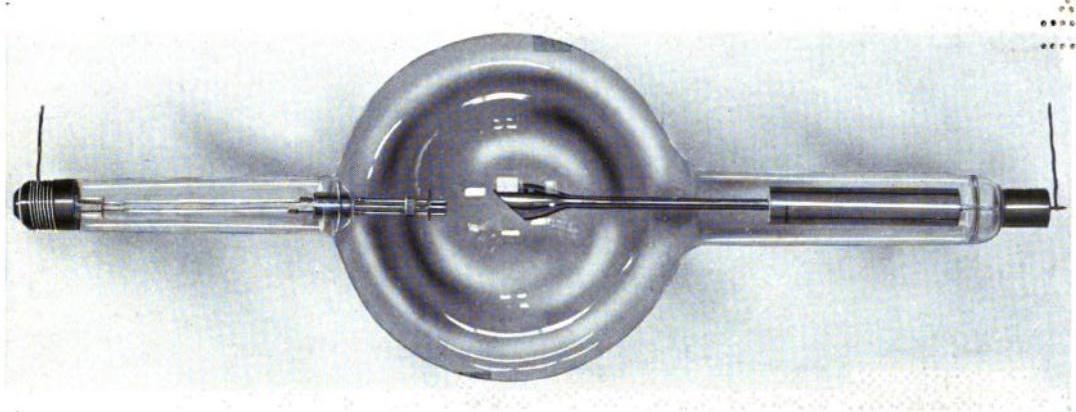
Tubo de Coolidge

Uma ampola de raios X chamada também de tubo de Coolidge, é uma válvula termiônica, cuja função é a produção de um feixe de raios X.

Diagrama de uma ampola de raios X (tubo de Coolidge) com anodo fixo.

A ampola, que pode ser de vidro (Pyrex) ou metal, tem seu interior mantido em vácuo e possui dois eletrodos: um catodo e um anodo. No catodo há um filamento que, quando atravessado por uma corrente elétrica, gera calor. Uma vez aquecido, o filamento emite elétrons pelo efeito termoiônico. Estes elétrons são acelerados em direção ao anodo em função de uma diferença de potencial existente entre estes eletrodos. Quando os elétrons atingem o anodo, sofrem uma desaceleração brusca e sua energia cinética é, em sua maior parte, convertida em calor e também em raios X por meio do fenômeno do bremsstrahlung (do alemão: radiação de freamento).

## História

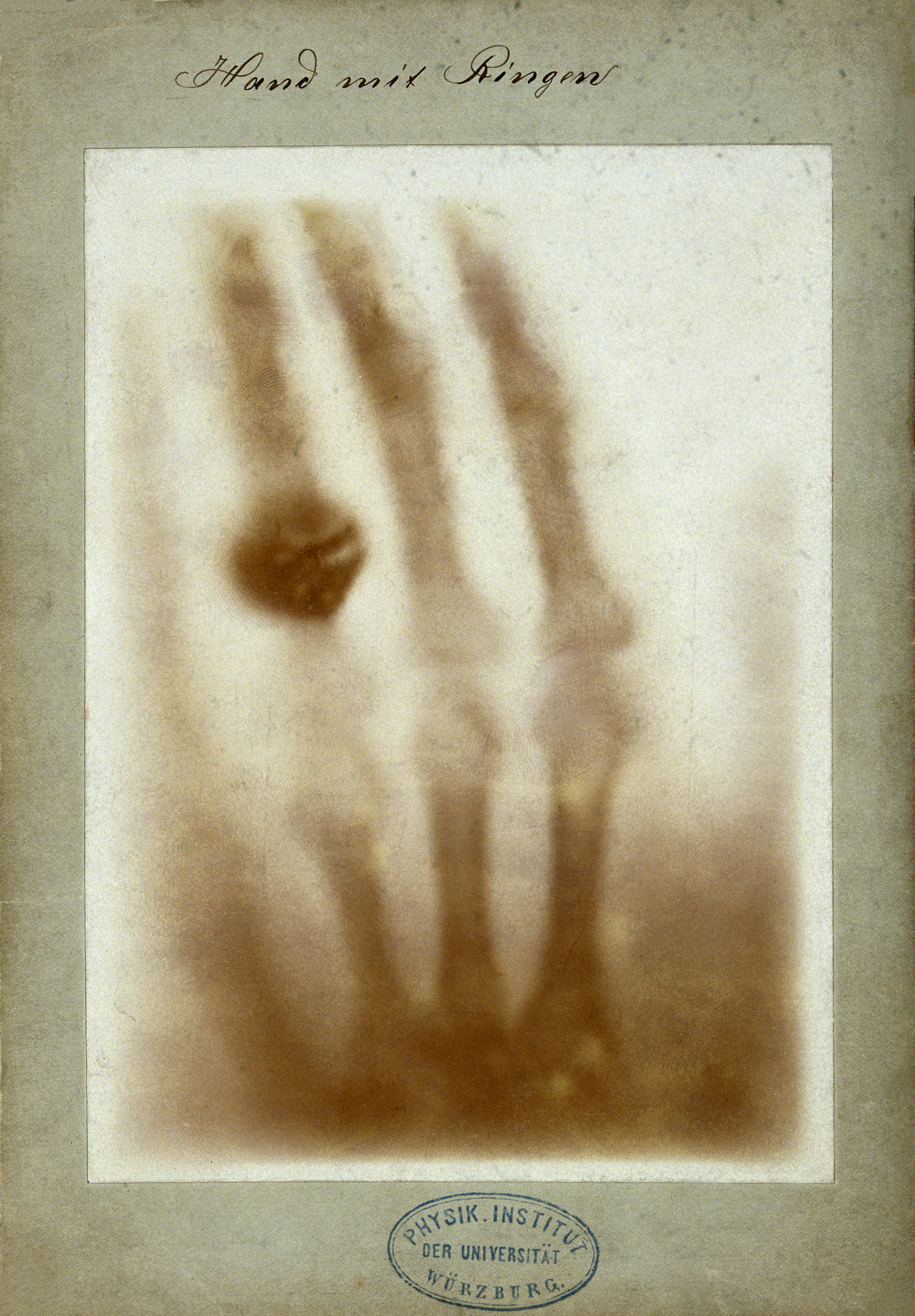
A primeira foto de Wilhelm Röntgen referente a mão de sua esposa, tirada em 22 de dezembro de 1895.

Em 1879, muitos cientistas já estavam interessados no estudo dos raios catódicos, ou seja um feixe de elétrons emitidos por um eletrodo (catodo), primeiramente demonstrados por William Crookes.
Em 1895, Wilhelm Conrad Röntgen investigou os efeitos de descargas elétricas de alta voltagem nos recém-criados tubos de Crookes. Inesperadamente, em seus estudos, percebeu que uma tela de platinocianeto de bário emitia luz fluorescente, enquanto ele gerava raios catódicos em um tubo a dois metros de distância. Além disso, quando objetos, como um livro, eram colocados na frente do tubo, a luminescência ainda persistia, indicando que não podia ser causada pelos raios catódicos, que eram pouco penetrantes. Röntgen, por desconhecer esses novos raios responsáveis por tal efeito, denominou-os raios X.
Em meio aos experimentos com telas fluorescentes, Röntgen colocou ocasionalmente sua mão entre o tubo e a tela fluoroscópica e assim viu o formato dos ossos de sua própria mão. Após essa descoberta, em 22 de dezembro de 1895, ele tirou a primeira foto de raio X da mão esquerda de sua esposa Anna Bertha Röntgen com um filme fotográfico.
A partir da possibilidade de obter-se imagens do interior de pessoas, o potencial para aplicações médicas desses novos raios foram imediatamente reconhecidos. Os raios X possibilitaram a detecção e caracterização de fraturas e luxações, desse modo revolucionou-se a medicina.
A primeira geração de tubos de Crookes foi utilizada para produção de raios X até a década de 1920. Esses tubos foram, posteriormente, aperfeiçoados por William David Coolidge. O tubo de Coolidge, também chamado de tubo de catodo quente, difere do tubo de Crookes por possuir como catodo um filamento de tungstênio. Esse filamento era aquecido por uma corrente elétrica e por meio do efeito termoiônico, produzia elétrons. Além disso, enquanto no tubo de Crookes havia um gás a baixa pressão, no tubo de Coolidge existia um vácuo de boa qualidade (10-4 Pa, ou ainda, 10-6 Torr).

## Produção dos raios X

Linhas de campo e módulo do campo elétrico gerado por uma carga negativa movendo-se em inércia e então parando repentinamente, assim gerando a radiação bremsstrahlung.

Ao atingirem o anodo, a maioria dos elétrons perde sua energia cinética nas inúmeras colisões com os átomos do anodo, convertendo-a em calor. Alguns elétrons participam na produção de raios X por dois processos fundamentais: a emissão de raios X de freamento e de raios X característicos (ou de fluorescência).
- Raios X de freamento: o bremsstrahlung (do alemão: radiação de freamento) é um fenômeno que produz radiação eletromagnética quando ocorre a desaceleração repentina de cargas elétricas.[8] Os raios X de freamento ocorrem quando os elétrons aproximam-se dos núcleos dos átomos que compõem o alvo e sofrem uma desaceleração brusca devido ao campo coulombiano do núcleo. Os raios X assim produzidos, possuem um espectro contínuo de energia, variando de valores próximos de zero até um valor máximo que corresponde a toda a energia cinética do elétron.[6]

- Raios X característicos: a emissão de raios X característicos (ou radiação fluorescente), ocorre quando um elétron acelerado por uma diferença de potencial colide com um átomo e o ioniza, dessa forma, remove-se um elétron orbital de uma das camadas internas e o rearranjo pode resultar em fóton de raio X.[9] Os raios X característicos produzem um espectro de linhas ou raias com energias bem definidas características do material do alvo.[6]

## Catodo
O catodo é o eletrodo negativo e sua função é fornecer os elétrons que serão acelerados em direção ao anodo pelo campo elétrico existente entre os dois eletrodos.
O catodo possui um ou dois filamentos feitos de uma liga de tungstênio e tório. Quando uma corrente elétrica atravessa o filamento é gerado calor pelo efeito Joule, o filamento atinge temperaturas da ordem de 2000 °C (a temperatura de fusão do tungstênio é de 3410 °C). Nesta temperatura, por meio do efeito termoiônico, o filamento emite elétrons. A presença de 1 a 2% de tório no tungstênio aumenta a eficiência da emissão e prolonga a vida do catodo.
Os elétrons são emitidos a partir do filamento em todas as direções, além disso, como todos possuem a mesma carga negativa, ocorre uma repulsão entre eles o que leva a uma desfocalização do feixe ao chegar no anodo. Para evitar esse problema, um eletrodo de focalização (ou capa focalizadora) carregado negativamente e localizado ao redor do filamento é usado para confinar eletrostaticamente os elétrons.

## Anodo
Em uma ampola de raios X, o eletrodo positivo é o anodo e é onde o feixe de elétrons colide e produz os raios X. 
O principal problema no seu projeto deve-se a ineficiência na produção dos raios X, uma vez que mais de 99% da energia cinética dos elétrons que atingem o anodo é transformada em calor.
Existem dois tipos de anodos: 

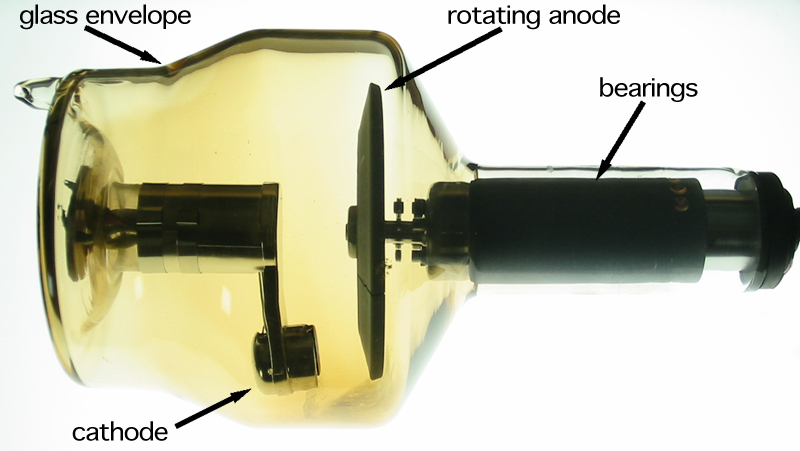
Ampola de raios X com anodo giratório.

- anodo fixo: são usados em equipamentos odontológicos e equipamentos portáteis que não necessitam de correntes elevadas.[1] Nestes o anodo é feito com um material com boa capacidade térmica como o cobre. O ponto do anodo no qual o feixe de elétrons incide é chamado de alvo e é feito com uma liga de tungstênio ou molibdênio impregnado no cobre. Estes materiais possuem alto ponto de fusão e o tungstênio, em particular, possui elevado número atômico o que aumenta a eficiência na produção dos raios X.[1][10][6]. Estes anodos podem ser refrigerados com água, no caso de aparelhos usados em cristalografia ou ainda com óleo no caso de aparelhos para radiografia.[10]

- anodo giratório: o anodo tem o formato de um disco e possui um eixo ligado a um motor. Durante seu funcionamento o disco gira continuamente e o feixe de elétrons incide em sua borda, dessa forma a área na qual o calor é gerado é muito maior que no caso do anodo fixo, melhorando a dissipação térmica.[1][10] Quanto maior a rotação, melhor a dissipação térmica. Na maioria dos tubos de raios X a rotação é de 3600 rpm (rotações por minuto), enquanto em tubos alta capacidade podem chegar a 10000 rpm.[1]